# Stilobezzia bimaculata
Stilobezzia bimaculata är en tvåvingeart som beskrevs av Lane och Oswaldo Paulo Forattini 1956. Stilobezzia bimaculata ingår i släktet Stilobezzia och familjen svidknott. Inga underarter finns listade i Catalogue of Life.